# Capdrot
Capdrot est une commune française située dans le département de la Dordogne, en région Nouvelle-Aquitaine.

## Géographie

### Généralités
Dans le quart sud-est du département de la Dordogne, limitrophe du département du Lot la commune de Capdrot est située en limite du Bergeracois et du Périgord noir.
Au lieu-dit Bonnefond jaillit la source du Dropt, affluent de rive droite de la Garonne.
La Forêt de Capdrot, très largement démembrée, est altérée par divers implants de résineux.
Au nord de la route départementale (RD) 660, le petit bourg de Capdrot est situé, en distances orthodromiques, deux kilomètres et demi à l'est de Monpazier et seize kilomètres au sud-est de la bastide de Beaumont-du-Périgord (commune de Beaumontois en Périgord).
Le territoire communal est également desservi au nord-ouest par la RD 53 et au sud-est par la RD 53E3.

### Communes limitrophes
Capdrot est limitrophe de huit autres communes. Au sud-est, son territoire n'est distant que d'une cinquantaine de mètres de celui de Blanquefort-sur-Briolance, en Lot-et-Garonne.
| Saint-Marcory, Marsalès | Pays de Belvès | Salles-de-Belvès |
| Monpazier               | Capdrot        | Mazeyrolles      |
| Gaugeac                 | Soulaures      |                  |

### Géologie et relief

#### Géologie
Situé sur la plaque nord du Bassin aquitain et bordé à son extrémité nord-est par une frange du Massif central, le département de la Dordogne présente une grande diversité géologique. Les terrains sont disposés en profondeur en strates régulières, témoins d'une sédimentation sur cette ancienne plate-forme marine. Le département peut ainsi être découpé sur le plan géologique en quatre gradins différenciés selon leur âge géologique. Capdrot est située dans le quatrième gradin à partir du nord-est, un plateau formé de dépôts siliceux-gréseux et de calcaires lacustres de l'ère tertiaire.
Les couches affleurantes sur le territoire communal sont constituées de formations superficielles du Quaternaire et de roches sédimentaires datant pour certaines du Cénozoïque, et pour d'autres du Mésozoïque. La formation la plus ancienne, notée c5a(2), date du Campanien 1, des calcaires packstone à wackstone crayo-marneux gris blanchâtres à subalvéolines à silex gris ou noirs. La formation la plus récente, notée CFvs, fait partie des formations superficielles de type colluvions carbonatées de vallons secs : sable limoneux à débris calcaires et argile sableuse à débris. Le descriptif de ces couches est détaillé dans  la feuille « no 831 - Belvès » de la carte géologique au 1/50 000 de la France métropolitaine, et sa notice associée.

Carte géologique de Capdrot.

#### Relief et paysages
Le département de la Dordogne se présente comme un vaste plateau incliné du nord-est (491 m, à la forêt de Vieillecour dans le Nontronnais, à Saint-Pierre-de-Frugie) au sud-ouest (2 m à Lamothe-Montravel). L'altitude du territoire communal varie quant à elle entre 143 m et 288 m,.
Dans le cadre de la Convention européenne du paysage entrée en vigueur en France le 1er juillet 2006, renforcée par la loi du 8 août 2016 pour la reconquête de la biodiversité, de la nature et des paysages, un atlas des paysages de la Dordogne a été élaboré sous maîtrise d’ouvrage de l’État et publié en octobre 2020. Les paysages du département s'organisent en huit unités paysagères et 14 sous-unités. La commune fait partie du Périgord noir, un paysage vallonné et forestier, qui ne s’ouvre que ponctuellement autour de vallées-couloirs et d’une multitude de clairières de toutes tailles. Il s'étend du nord de la Vézère au sud de la Dordogne (en amont de Lalinde) et est riche d’un patrimoine exceptionnel.
La superficie cadastrale de la commune publiée par l'Insee, qui sert de référence dans toutes les statistiques, est de 43,72 km2,,. La superficie géographique, issue de la BD Topo, composante du Référentiel à grande échelle produit par l'IGN, est quant à elle de 43,96 km2.

### Hydrographie

#### Réseau hydrographique
La commune est située pour partie dans le bassin de la Dordogne et pour partie dans le bassin de la Garonne au sein du Bassin Adour-Garonne. Elle est drainée par le Dropt, le Soulauret, le ruisseau de Moulinio, le ruisseau du Moulin Neuf et par divers petits cours d'eau, qui constituent un réseau hydrographique de 21 km de longueur totale,.
Le Dropt, d'une longueur totale de 132,47 km, prend sa source deux kilomètres et demi à l'est du bourg de Capdrot et se jette en rive droite de la Garonne en limite de Caudrot et de Casseuil, face à Barie,
. Il arrose la commune d'est en ouest sur plus de six kilomètres, servant de limite naturelle avec celle de Monpazier sur 600 mètres.
Son affluent de rive droite le ruisseau de Moulinio prend sa source dans le nord-ouest du territoire communal qu'il arrose en direction du sud sur plus de trois kilomètres et demi.
Le ruisseau du Moulin Neuf, affluent de rive gauche du Dropt, prend sa source dans le sud de la commune qu'il baigne sur près de deux kilomètres et demi.
Autre affluent de rive gauche du Dropt, le Soulauret marque la limite territoriale au sud-ouest sur 650 mètres face à Soulaures.

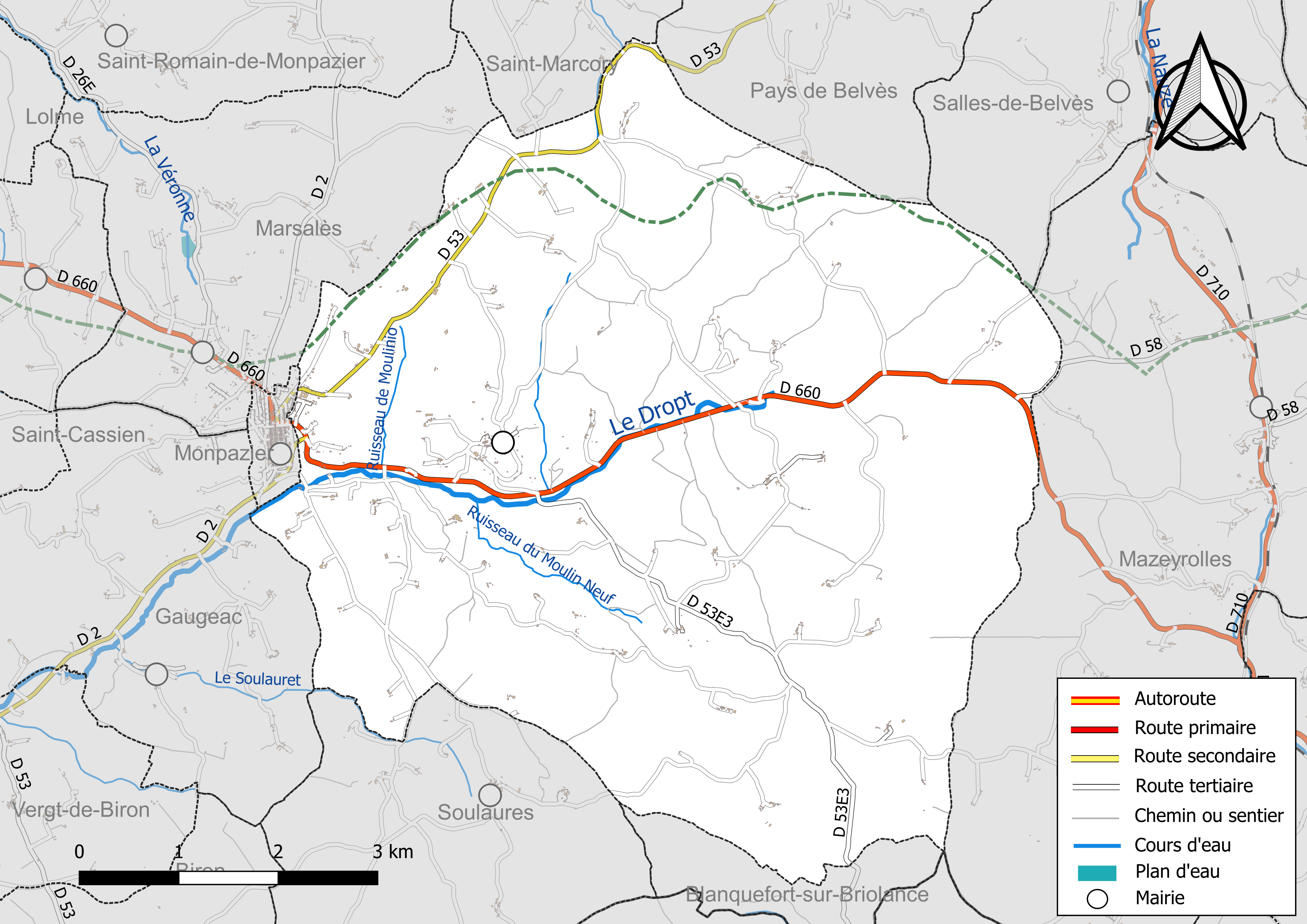
Réseaux hydrographique et routier de Capdrot[Note 3].
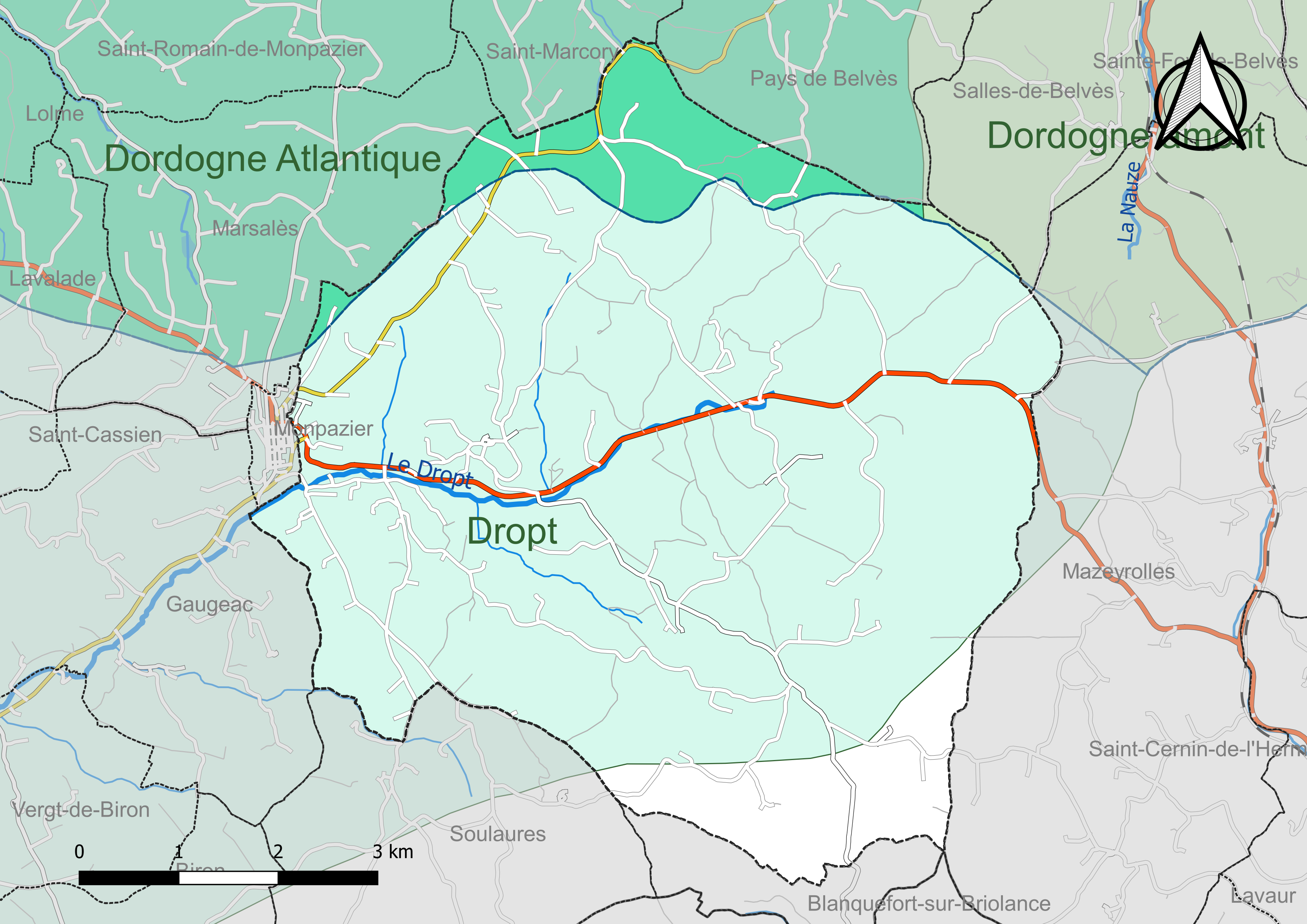
Carte des schémas d'aménagement et de gestion des eaux (SAGE) couvrant le territoire communal de Capdrot.

#### Gestion et qualité des eaux
Le territoire communal est couvert par les schémas d'aménagement et de gestion des eaux (SAGE) « Dordogne amont », « Dordogne Atlantique » et « Dropt ». Le SAGE « Dordogne amont », dont le territoire s'étend des sources de la Dordogne jusqu'à la confluence de la Vézère à Limeuil, d'une superficie de 9 700 km2 est en cours d'élaboration. La structure porteuse de l'élaboration et de la mise en œuvre est l'établissement public territorial de bassin de la Dordogne (EPIDOR). Le SAGE « Dordogne Atlantique », dont le territoire correspond au sous‐bassin le plus aval du bassin versant de la Dordogne (aval de la confluence Dordogne - Vézère)., d'une superficie de 2 700 km2 est en cours d'élaboration. La structure porteuse de l'élaboration et de la mise en œuvre est également l'EPIDOR. Le SAGE « Dropt », dont le territoire correspond au bassin versant du Dropt, d'une superficie de 1 522 km2, a été approuvé le 13 janvier 2022. La structure porteuse de l'élaboration et de la mise en œuvre est le syndicat mixte EPIDROPT. Ils définissent chacun sur leur territoire les objectifs généraux d’utilisation, de mise en valeur et de protection quantitative et qualitative des ressources en eau superficielle et souterraine, en respect des objectifs de qualité définis dans le troisième SDAGE  du Bassin Adour-Garonne qui couvre la période 2022-2027, approuvé le 10 mars 2022. La majeure partie centrale de la commune dépend du SAGE Dropt.
Au nord, une partie du territoire qui fait partie du bassin versant de la Couze est rattachée au SAGE Dordogne Atlantique. Au sud, une zone de plus de 3 km2 n'est concernée par aucun SAGE.
La qualité des eaux de baignade et des cours d’eau peut être consultée sur un site dédié géré par les agences de l’eau et l’Agence française pour la biodiversité.

### Climat
Pour des articles plus généraux, voir Climat de la Nouvelle-Aquitaine et Climat de la Dordogne.
Historiquement, la commune est exposée à un climat océanique aquitain.  
En 2020, Météo-France publie une typologie des climats de la France métropolitaine dans laquelle la commune est exposée à un climat océanique altéré et est dans la région climatique  Aquitaine, Gascogne, caractérisée par une pluviométrie abondante au printemps, modérée en automne, un faible ensoleillement au printemps, un été chaud (19,5 °C), des vents faibles, des brouillards fréquents en automne et en hiver et des orages fréquents en été (15 à 20 jours).
Pour la période 1971-2000, la température annuelle moyenne est de 12,6 °C, avec  une amplitude thermique annuelle de 15,3 °C. Le cumul annuel moyen de précipitations est de 909 mm, avec 12,1 jours de précipitations en janvier et 7 jours en juillet. Pour la période 1991-2020, la température moyenne annuelle observée sur la station météorologique la plus proche, située sur la commune de Lacapelle-Biron à 9,36 km à vol d'oiseau, est de 13,6 °C et le cumul annuel moyen de précipitations est de 833,3 mm,. Pour l'avenir, les paramètres climatiques de la commune estimés pour 2050 selon différents scénarios d’émission de gaz à effet de serre sont consultables sur un site dédié publié par Météo-France en novembre 2022.

## Urbanisme

### Typologie
Au 1er janvier 2024, Capdrot est catégorisée commune rurale à habitat très dispersé, selon la nouvelle grille communale de densité à 7 niveaux définie par l'Insee en 2022.
Elle est située hors unité urbaine et hors attraction des villes,.

### Occupation des sols
L'occupation des sols de la commune, telle qu'elle ressort de la base de données européenne d’occupation biophysique des sols Corine Land Cover (CLC), est marquée par l'importance des forêts et milieux semi-naturels (69 % en 2018), en diminution par rapport à 1990 (70,9 %). La répartition détaillée en 2018 est la suivante : 
forêts (67,4 %), zones agricoles hétérogènes (19,6 %), prairies (8,5 %), terres arables (2,8 %), milieux à végétation arbustive et/ou herbacée (1,6 %), zones urbanisées (0,1 %). L'évolution de l’occupation des sols de la commune et de ses infrastructures peut être observée sur les différentes représentations cartographiques du territoire : la carte de Cassini (XVIIIe siècle), la carte d'état-major (1820-1866) et les cartes ou photos aériennes de l'IGN pour la période actuelle (1950 à aujourd'hui).

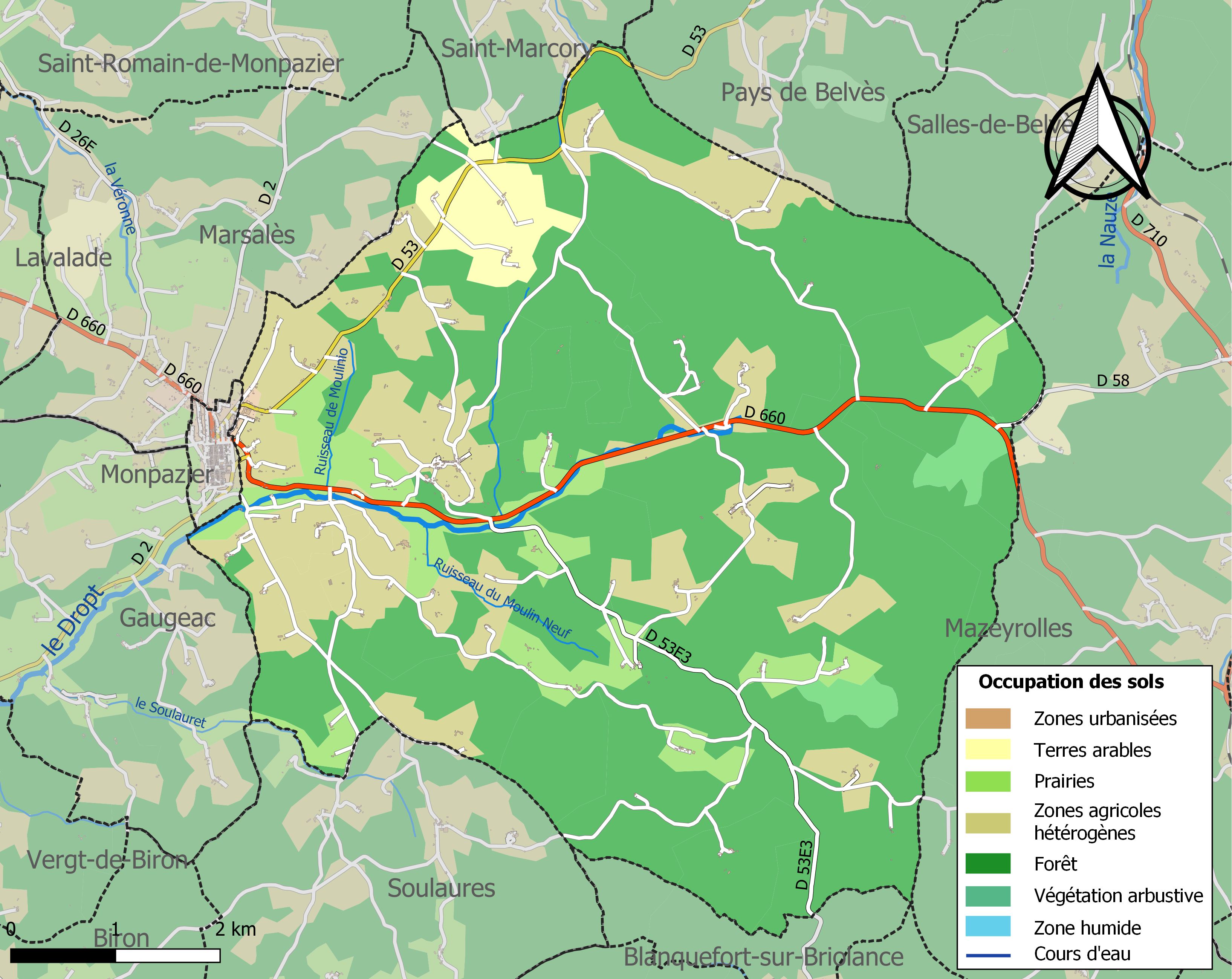
Carte des infrastructures et de l'occupation des sols de la commune en 2018 (CLC).

### Prévention des risques
Le territoire de la commune de Capdrot est vulnérable à différents aléas naturels : météorologiques (tempête, orage, neige, grand froid, canicule ou sécheresse), inondations, feux de forêts, mouvements de terrains et séisme (sismicité très faible). Un site publié par le BRGM permet d'évaluer simplement et rapidement les risques d'un bien localisé soit par son adresse soit par le numéro de sa parcelle.
Certaines parties du territoire communal sont susceptibles d’être affectées par le risque d’inondation par débordement de cours d'eau, notamment le Dropt. La commune a été reconnue en état de catastrophe naturelle au titre des dommages causés par les inondations et coulées de boue survenues en 1982, 1999, 2003 et 2008,.
Capdrot est exposée au risque de feu de forêt. L’arrêté préfectoral du 14 mars 2013 fixe les conditions de pratique des incinérations et de brûlage dans un objectif de réduire le risque de départs d’incendie. À ce titre, des périodes sont déterminées : interdiction totale du 15 février au 15 mai et du 15 juin au 15 octobre, utilisation réglementée du 16 mai au 14 juin et du 16 octobre au 14 février. En septembre 2020, un plan inter-départemental de protection des forêts contre les incendies (PidPFCI) a été adopté pour la période 2019-2029,.

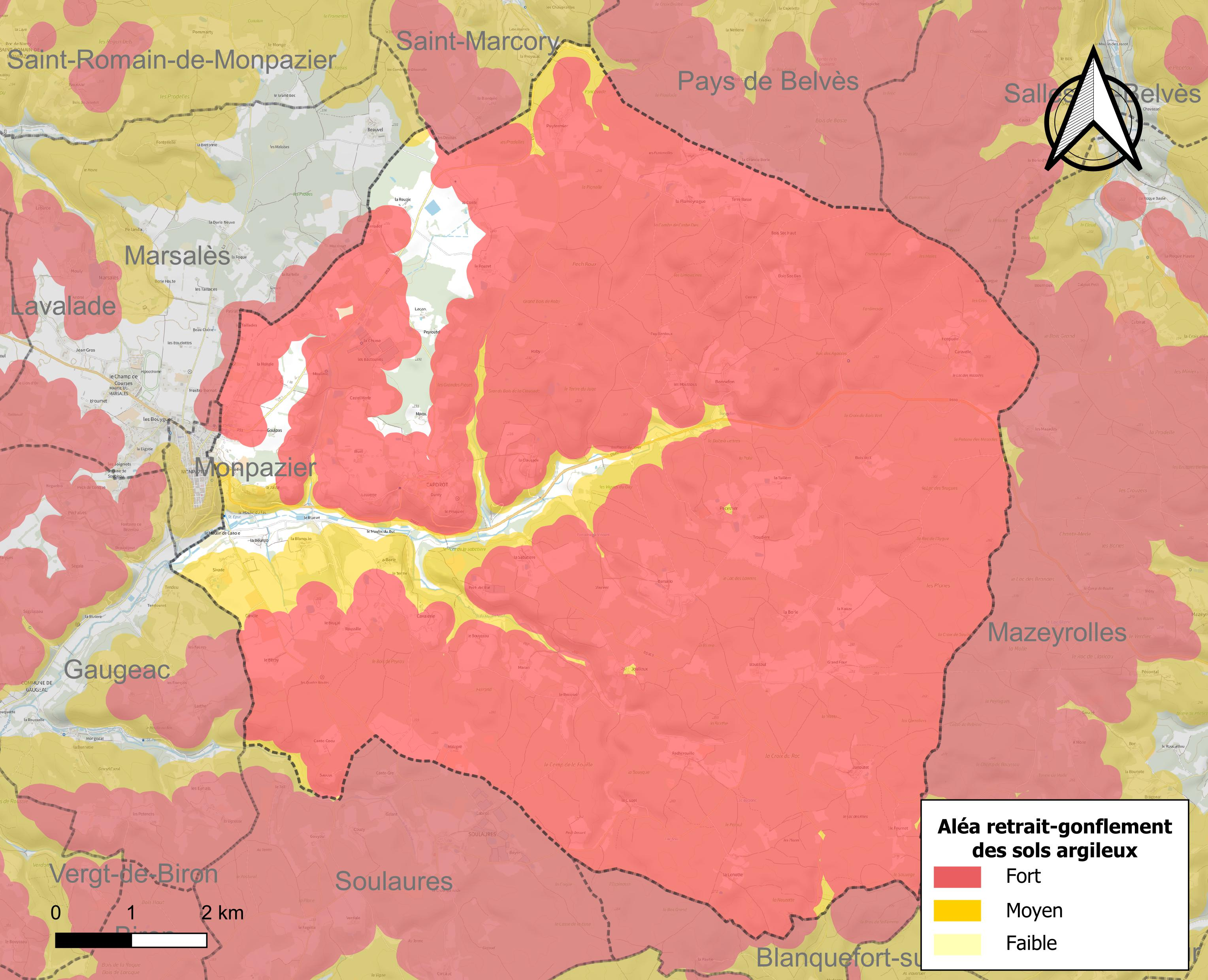
Carte des zones d'aléa retrait-gonflement des sols argileux de Capdrot.

Les mouvements de terrains susceptibles de se produire sur la commune sont des tassements différentiels. Le retrait-gonflement des sols argileux est susceptible d'engendrer des dommages importants aux bâtiments en cas d’alternance de périodes de sécheresse et de pluie. 94,1 % de la superficie communale est en aléa moyen ou fort (58,6 % au niveau départemental et 48,5 % au niveau national métropolitain). Depuis le 1er octobre 2020, en application de la loi ÉLAN, différentes contraintes s'imposent aux vendeurs, maîtres d'ouvrages ou constructeurs de biens situés dans une zone classée en aléa moyen ou fort,.
La commune a été reconnue en état de catastrophe naturelle au titre des dommages causés par la sécheresse en 1989, 2005 et 2011 et par des mouvements de terrain en 1999.

## Toponymie
Le toponyme est constitué de Cap "tête" et Drot, la rivière qui prend sa source dans la commune. Le nom est documenté sous les formes Capdracum (1280), Capdrotum (1317), Caput Drotii, Caput Dirsi…
En occitan, la commune porte le nom de Cap Dròt.

## Histoire
La famille de Constantin possédait le château de Pechegut, aujourd'hui disparu. Les Constantin arrivés de Sarlat au XVIe siècle étaient seigneurs de Castelmerle, de Pechegut, de Marsalès, de la Bigotie, de Foncarbonnière, de Rigoulès. Pendant les guerres de Religion, le château a été pillé par les troupes protestantes commandées par Annet de Commarque et François de Verrière.

## Politique et administration

### Administration municipale
La population de la commune étant comprise entre 500 et 1 499 habitants au recensement de 2017, quinze conseillers municipaux ont été élus en 2020,.

### Liste des maires
| Période                                  | Période  | Identité                  | Étiquette | Qualité             |
| ---------------------------------------- | -------- | ------------------------- | --------- | ------------------- |
| Les données manquantes sont à compléter. |          |                           |           |                     |
|                                          |          |                           |           |                     |
| 1983                                     | 2010     | Jacques Magimel-Pelonnier | SE        | Chirurgien retraité |
| mai 2010                                 | mai 2020 | Patricia Feuillet         | DVD       |                     |
| mai 2020                                 | En cours | Ludovic Papon             |           |                     |

## Équipements et services publics

### Justice
Dans le domaine judiciaire, Capdrot relève : 
- du tribunal judiciaire, du tribunal pour enfants, du conseil de prud'hommes et du tribunal de commerce de Bergerac ;
- du pôle Nationalité du tribunal judiciaire de Périgueux (compétent uniquement dans le domaine de la nationalité) ;
- de la cour d'appel, du tribunal administratif et de la  cour administrative d'appel de Bordeaux.

## Population et société

### Démographie
L'évolution du nombre d'habitants est connue à travers les recensements de la population effectués dans la commune depuis 1793. Pour les communes de moins de 10 000 habitants, une enquête de recensement portant sur toute la population est réalisée tous les cinq ans, les populations de référence des années intermédiaires étant quant à elles estimées par interpolation ou extrapolation. Pour la commune, le premier recensement exhaustif entrant dans le cadre du nouveau dispositif a été réalisé en 2005.

En 2022, la commune comptait 461 habitants, en évolution de −5,73 % par rapport à 2016 (Dordogne : +0,37 %, France hors Mayotte : +2,11 %).
| 1793  | 1800 | 1806  | 1821  | 1831  | 1836  | 1841  | 1846  | 1851  |
| ----- | ---- | ----- | ----- | ----- | ----- | ----- | ----- | ----- |
| 1 050 | 929  | 1 082 | 1 042 | 1 162 | 1 195 | 1 253 | 1 335 | 1 242 |

| 1856  | 1861  | 1866  | 1872  | 1876  | 1881  | 1886  | 1891  | 1896  |
| ----- | ----- | ----- | ----- | ----- | ----- | ----- | ----- | ----- |
| 1 212 | 1 177 | 1 163 | 1 115 | 1 133 | 1 029 | 1 061 | 1 008 | 1 002 |

| 1901  | 1906 | 1911 | 1921 | 1926 | 1931 | 1936 | 1946 | 1954 |
| ----- | ---- | ---- | ---- | ---- | ---- | ---- | ---- | ---- |
| 1 001 | 947  | 898  | 806  | 710  | 696  | 604  | 522  | 502  |

| 1962 | 1968 | 1975 | 1982 | 1990 | 1999 | 2005 | 2006 | 2010 |
| ---- | ---- | ---- | ---- | ---- | ---- | ---- | ---- | ---- |
| 505  | 435  | 469  | 467  | 502  | 507  | 488  | 485  | 508  |

| 2015 | 2020 | 2022 | - | - | - | - | - | - |
| ---- | ---- | ---- | - | - | - | - | - | - |
| 485  | 463  | 461  | - | - | - | - | - | - |

## Économie

### Emploi
En 2015, parmi la population communale comprise entre 15 et 64 ans, les actifs représentent 186 personnes, soit 38,4 % de la population municipale. Le nombre de chômeurs (vingt) est resté inchangé par rapport à 2010 et le taux de chômage de cette population active s'établit à 10,8 %.

### Établissements
Au 31 décembre 2015, la commune compte soixante établissements, dont vingt-huit au niveau des commerces, transports ou services, dix-sept dans l'agriculture, la sylviculture ou la pêche, six dans la construction, cinq relatifs au secteur administratif, à l'enseignement, à la santé ou à l'action sociale, et quatre dans l'industrie.

### Entreprises
Tous secteurs confondus, parmi les cinquante premières entreprises ayant leur siège social en Dordogne, classées selon le chiffre d'affaires hors taxes en 2015-2016, la société « Fruits rouges du Périgord » (commerce de gros interentreprises de fruits et légumes) implantée à Capdrot se classe 48e avec 23 598 k€. Tous secteurs confondus, elle se classe à la 39e place, quant au chiffre d'affaires à l'exportation, avec 1 050 k€.
Parmi les entreprises dont le siège social est en Dordogne, deux sociétés situées à Capdrot se classent parmi les cinquante premières de leur secteur d'activité quant au chiffre d'affaires hors taxes en 2015-2016 :
- dans les services, la société Isolife (affrètement et organisation des transports), 22e avec 5 632 k€[61] ;
- dans le commerce, Fruits rouges du Périgord à la 25e place[62].

## Culture locale et patrimoine

### Lieux et monuments
En 1991, en même temps que les communes voisines de Monpazier et Biron, la commune de Capdrot a été inscrite, à l'initiative du ministère de l'Aménagement du territoire et de l'Environnement, dans une opération « Grand site national », dans le cadre d'une politique de gestion durable du patrimoine liée au développement local, afin de préserver et de mettre en valeur son patrimoine architectural et urbain unique. En 2010, Capdrot ne figure plus parmi les 34 Grands sites du territoire français.
- Ancienne collégiale, église Notre-Dame-de-l'Assomption[64],[65], ou Notre-Dame la Noire, du nom de la statue conservée dans l'église.
- Monument des croquants.
- Attenante à la bastide de Monpazier, une petite partie du territoire communal est incluse dans le périmètre d'une zone de protection du patrimoine architectural, urbain et paysager (ZPPAUP) créée en 1995 et transformée en site patrimonial remarquable (SPR)[66],[67].

### Personnalités liées à la commune
- Julien Buffarot, tisserand né à Capdrot, mena une révolte des croquants en 1637[68].

Il meurt roué sur la place centrale de Monpazier, le 6 août 1637.
 
Il était à la tête d'une armée de 4000 paysans menant de nombreuses expéditions punitives, pillant fermes et châteaux, entre mai et juillet 1637, dans le sud du Périgord et en Quercy, à partir de sa base qui se trouvait dans la forêt de Bessède.

Le duc d'Épernon chargea un gentilhomme de Monpazier, Pierre de Molinier, capitaine de cent hommes d'armes, de se saisir de Buffarot.

Buffarot fut surpris à Monpeyran, près de Villeréal :
- « Te randès Buffarot » ? - Te rends-tu Buffarot ? demanda Molinier.
- « Noun pas, tant que me rastara uno tourto et un cantel ! » - Non pas tant que me restera une tourte et un quignon ! répondit Buffarot.

Il est condamné à mort prévôtalement, c'est-à-dire selon la procédure expéditive du flagrant délit.

E. Pourquery écrivit : « le sixiesme aoust, jour de foyre, il fust dans la place sur un eschafaut rompu tout vif puis tous les membres, la teste la dernière sans estre bandé ; l'on porta ses membres en divers endroits : son corps sur un serisier et autre à Bernadet, la tête à Belvès ».

## Pour approfondir